# Parfondeval, Orne

Parfondeval este o comună în departamentul Orne, Franța. În 1 ianuarie 2022 avea o populație de 104 de locuitori.